# الكسندر ساذرلاند
الكسندر ساذرلاند هو سياسي كندي، ولد في 31 ديسمبر 1849، وتوفي في 7 مارس 1884 بسبب حمى التيفوئيد.